# Aenasomyiella coleridgei
Aenasomyiella coleridgei är en stekelart som beskrevs av Girault 1915. Aenasomyiella coleridgei ingår i släktet Aenasomyiella och familjen sköldlussteklar. Inga underarter finns listade i Catalogue of Life.